# یواس‌اس ویکسبرگ (پی‌جی-۱۱)
یواس‌اس ویکسبرگ (پی‌جی-۱۱) (به انگلیسی: USS Vicksburg (PG-11)) یک کشتی بود که طول آن ۲۰۴ فوت ۵ اینچ (۶۲٫۳۱ متر) بود. این کشتی در سال ۱۸۹۶ ساخته شد.